# I Wanna Be Your Man
I Wanna Be Your Man és un EP de L.A. Guns que conté versions de cançons remix i en directe del seu anterior àlbum oficial, Cocked & Loaded.

## Cançons
1. I Wanna Be Your Man (Remix 1)
2. I Wanna Be Your Man (Remix 2)
3. Never Enough (Remix)
4. Rip And Tear (En directe)
5. Malaria (En directe)

## Formació
- Phil Lewis: Veus
- Tracii Guns: Guitarra
- Mick Cripps: Guitarra
- Kelly Nickels: Baix
- Steve Riley: Bateria
- Mattie B.: Baixista 1990-95